# Chuyển động đều
Chuyển động đều là chuyển động có vận tốc không thay đổi theo thời gian.VD: một chiếc xe lửa đi từ trạm này sang trạm khác
Chuyển động không đều là chuyển động có vận tốc thay đổi theo thời gian . VD: một chiếc xe ô tô đi từ đoạn đường này sang đoạn đường khác (vì trên đường đi có thể bị kẹt xe, gặp đèn đỏ,...)

## Chuyển động thẳng đều với vận tốc không đổi theo thời gian
Nếu có một chuyển động thẳng đều với vận tốc không đổi theo thời gian thì ở mọi thời điểm vận tốc di chuyển của chuyển động không thay đổi. Vì vậy thể loại chuyển động này có thể biểu diễn bằng một hàm số toán sau
{\displaystyle V(t)=V}

## Chuyển động thẳng với vận tốc biến đổi đều theo thời gian
Chuyển động thẳng biến đổi đều là chuyển động có độ lớn của vận tốc tức thời tăng đều hoặc giảm đều theo thời gian. Gia tốc trong chuyển động thẳng biến đổi đều bằng thương số giữa độ biến thiên vận tốc Δv và khoảng thời gian biến thiên Δt.
Công thức tính Gia Tốc của Chuyển động
{\displaystyle a={\frac {\Delta v}{\Delta t}}={\frac {v-v_{o}}{t-t_{o}}}}
Công thức tính Vận tốc  của tại thời điểm t
{\displaystyle v=v_{o}+a(t-t_{o})=v_{o}+a\Delta t}
Quãng đường di chuyển của vật được tính bằng diện tích dưới hình của biểu đồ v-t
{\displaystyle s=v_{o}\Delta t+{\frac {1}{2}}\Delta v\Delta t}{\displaystyle ^{2}}
{\displaystyle s=v_{o}\Delta t+{\frac {1}{2}}a\Delta t^{2}}
{\displaystyle s=\Delta t(v_{o}+{\frac {\Delta v}{2}})=({\frac {v-v_{o}}{a}})({\frac {2v_{o}+v-v_{o}}{2}})={\frac {v^{2}-v_{o}^{2}}{2a}}}
Công thức liên hệ giữa quãng đường, vận tốc và gia tốc
{\displaystyle |v^{2}-v_{0}^{2}|=2|a|s}